# Erioptera (Erioptera) biobtusa
Erioptera (Erioptera) biobtusa is een tweevleugelige uit de familie steltmuggen (Limoniidae). De soort komt voor in het Afrotropisch gebied.